# Pendleton (Indiana)
Pendleton es un pueblo ubicado en el condado de Madison en el estado estadounidense de Indiana. En el Censo de 2010 tenía una población de 4253 habitantes y una densidad poblacional de 146,18 personas por km².

## Geografía
Pendleton se encuentra ubicado en las coordenadas 40°0′31″N 85°45′39″O / 40.00861, -85.76083. Según la Oficina del Censo de los Estados Unidos, Pendleton tiene una superficie total de 29.09 km², de la cual 28.92 km² corresponden a tierra firme y (0.6%) 0.17 km² es agua.

## Demografía
Según el censo de 2010, había 4253 personas residiendo en Pendleton. La densidad de población era de 146,18 hab./km². De los 4253 habitantes, Pendleton estaba compuesto por el 96.59% blancos, el 1.01% eran afroamericanos, el 0.26% eran amerindios, el 0.8% eran asiáticos, el 0.07% eran isleños del Pacífico, el 0.33% eran de otras razas y el 0.94% pertenecían a dos o más razas. Del total de la población el 0.99% eran hispanos o latinos de cualquier raza.